# Allen (Nowy Jork)
Allen – miasto w Stanach Zjednoczonych, w stanie Nowy Jork, w hrabstwie Allegany.